# Madagaskar-Engmaulfrösche

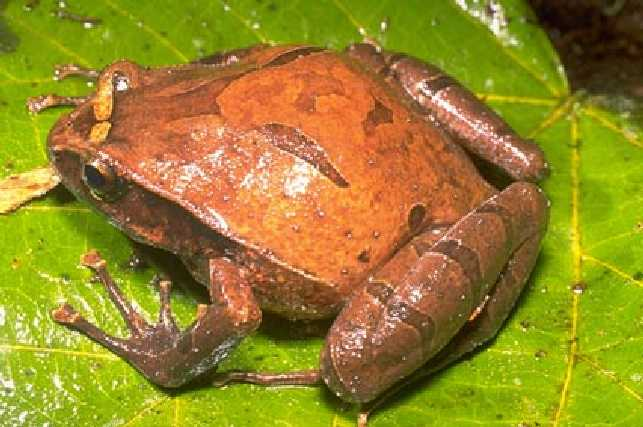
Plethodontohyla inguinalis

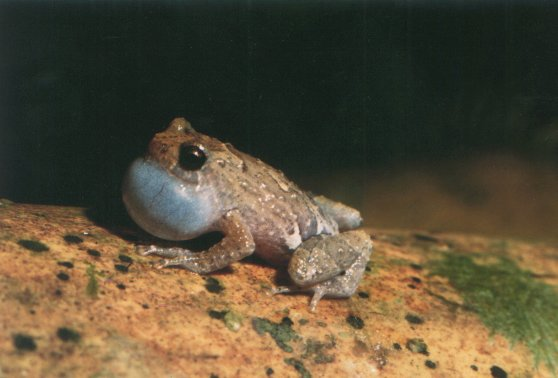
Anodonthyla boulengerii

Die Madagaskar-Engmaulfrösche (Cophylinae) sind eine Unterfamilie der Engmaulfrösche (Microhylidae). Ihre Verbreitung ist auf Madagaskar und die umliegenden Inseln beschränkt. 

## Merkmale
Die Madagaskar-Engmaulfrösche sind in zwei Kladen eingeteilt. Die Arten der Klade mit den Gattungen Anodonthyla, Cophyla und Platypelis sind überwiegend kleine bis mittelgroße Froschlurche mit einer Kopf-Rumpf-Länge von 16 bis 40 Millimeter, lediglich Platypelis grandis erreicht 43 bis 105 Millimeter. Die anderen Arten sind sehr klein bis groß und können eine Länge von 9 Millimetern bei Stumpffia  contumelia bis 100 Millimetern bei Plethodontohyla inguinalis erreichen. Sie sind morphologisch sehr unterschiedlich. Ihre morphologischen Merkmale geben nicht immer die Verwandtschaftsverhältnisse wieder, da es wegen der Anpassung an ökologische Nischen immer wieder zu konvergenten Entwicklungen und Homoplasien kam. Molekulargenetische Untersuchungen haben gezeigt, dass innerhalb der monophyletischen Gruppe noch zahlreiche Lücken im Stammbaum zu finden sind, die durch unentdeckte oder unbeschriebene Arten gefüllt werden könnten. Im Jahr 2017 wurden allein 26 Arten der Gattung Stumpffia beschrieben. Einige der Arten gehören zu den kleinsten Amphibien der Welt. Sie zeigen eine Reduktion der Zehen bis auf drei und der Finger bis auf einen bei Stumpffia  contumelia.
Cophylinae haben ein paariges Siebbein, paarige Prävomer und gewöhnlich einen bezahnten Oberkiefer. Die Wirbel sind procoel (nach vorn konkav und nach hinten konvex). Das Thoracale (Knochen zwischen Brustbein und Schulterblatt) und das Procoracoid sind gut entwickelt.

### Kaulquappen
Ein gemeinsames Merkmal ist die Larvalentwicklung. Während die meisten Froscharten Larvenstadien besitzen, die Detritus aus dem Wasser filtern können, nehmen die Kaulquappen der Madagaskar-Engmaulfrösche keine Nahrung zu sich. Sie entwickeln sich entweder in Kleinstgewässern, die sich in Vertiefungen von Pflanzen gebildet haben, wie Astlöcher und andere Phytotelmata oder sie leben in Schaumnestern auf dem Boden.

## Verbreitung und Lebensräume
Die Unterfamilie ist auf die Inselwelt Madagaskars endemisch. Madagaskar ist ein Biodiversitäts-Hotspot, in dem es eine große Artenvielfalt vieler Tiergruppen, darunter auch der Amphibien gibt. Zu den Fröschen zählen zum Teil sehr kleine Arten, die oft in einem flächenmäßig vergleichsweise winzigen Bereich endemisch sind. Von den Rodungen der Waldflächen geht die größte Gefahr für diese Artenvielfalt aus, deren Zentrum in den Regenwäldern im Norden Madagaskars liegt. Von hier aus nimmt die Artenvielfalt in Richtung der trockeneren Gebiete im Westen und im Süden erheblich ab. Das gleiche Verbreitungsbild zeigt auch die mit den Madagaskar-Engmaulfröschen nahe verwandte Unterfamilie Scaphiophryninae.
Die Madagaskar-Engmaulfrösche besetzen unterschiedliche ökologische Nischen. Es gibt sowohl baumbewohnende, als auch am Boden oder in der Erde vergraben lebende Arten. Entsprechend ihren Lebensräumen ist auch ihr Verhalten und ihre Reproduktionsbiologie angepasst.

## Lebensweise
Die Männchen der Madagaskar-Engmaulfrösche haben sehr einfache Ruflaute, bei denen ein einzelner Ton oft mehrere Minuten lang anhält. Nach einer kurzen Pause wird der Ruf regelmäßig wiederholt.

## Systematik
Im Jahr 2015 wurde von manchen Autoren die Gattung Stumpffia mit der Gattung Rhombophryne unter deren Namen zusammengelegt. Andere Autoren behielten jedoch die Trennung der beiden Gattungen unter Ausgliederung der Art Stumpffia helenae bei. Stumpffia helenae wurde dabei in eine eigene Gattung Anilany gestellt. Ebenso wurde in manchen Systematiken die Gattung Platypelis mit der Gattung Cophyla synonymisiert. Die Unterfamilie umfasst derzeit 109 Arten in 9 Gattungen.
Stand: 23. August 2019
- Gattung Anilany Scherz, Vences, Rakotoarison, Andreone, Köhler, Glaw & Crottini, 2016[10]
  - Anilany helenae (als einzige Art)
- Gattung Anodonthyla Müller, 1892
- Gattung Cophyla Boettger, 1880 (diese Gattung wurde im Jahr 2015 mit Platypelis synonymisiert, die Zusammenlegung ist jedoch umstritten)
- Gattung Madecassophryne Guibé, 1974
  - Madecassophryne truebae (als einzige Art)
- Gattung Mini Scherz, Hutter, Rakotoarison, Riemann, Rödel, Ndriantsoa, Glos, Roberts, Crottini, Vences & Glaw, 2019[11]
- Gattung Platypelis Boulenger, 1882 (diese Gattung wurde im Jahr 2015 mit Cophyla synonymisiert, die Zusammenlegung ist jedoch umstritten)
- Gattung Plethodontohyla Boulenger, 1882
- Gattung Rhombophryne Boettger, 1880
- Gattung Stumpffia Boettger, 1881